# گو ویوا
گو ویوا (به انگلیسی: Go Oiwa) بازیکن فوتبال اهل ژاپن و عضو تیم ملی فوتبال ژاپن است که در تاریخ ۰۵ فوریه ۲۰۰۰ میلادی اولین بازی ملی‌اش را انجام داد. او در ۳ بازی ملی حضور داشت و آخرین بازی ملی خود را در تاریخ ۱۱ ژوئن ۲۰۰۰ میلادی انجام داد. گو ویوا در بازی‌های ملی‌اش
گلی به ثمر نرساند.

## افتخارات
- قهرمان جام باشگاه‌های آسیا به همراه باشگاه کاشیما آنتلرز
- بهترین مربی مرد سال قاره آسیا در سال ۲۰۱۸ [۲]